# Daisy May Queen
Marcela María Delorenzi (San Fernando, Buenos Aires, 15 de septiembre de 1965), más conocida como Daisy May Queen, es una reconocida locutora, presentadora y escritora argentina.
Actualmente se encuentra retirada de la actividad mediática, viviendo en India.

## Biografía
Su nombre artístico lo eligió haciendo honor a su fanatismo por Queen y su guitarrista Brian May. En 1985, mientras asistía a Rock in Rio entró en contacto con la banda y le obsequió un charango al mismísimo Brian May. Desde ese momento conformó su característico seudónimo.

## Carrera
Egresada como locutora del ISER en 1989, comenzó su carrera al aire de Radio Continental junto a destacadas figuras como Rolando Hanglin, Luisa Delfino y Adolfo Castelo. También trabajó para Juan Alberto Badía durante la temporada estival de 1992 en Pinamar.
Logró el reconocimiento por su labor frente a los micrófonos de FM Hit (Hoy LOS40), emisora de la cual fue total referente. Allí se desempeñó como locutora entre 1992 y 1994. Y, tras su paso por Radio Uno, nuevamente entre 1997 y 2005.
Durante su trayectoria también fue directora de Pop 101.5 y estuvo nominada en múltiples ocasiones en los Premios Martín Fierro.

## Vida privada
En 2005 se divorció de su esposo y tras un régimen de dieta de siete meses perdió 37 kilogramos de peso.
A principios de 2009 sufrió un accidente leve cuando casi fue atropellada por un ómnibus de transporte público de pasajeros.
Convertida al hinduismo, en 2012 abandonó los medios de comunicación, dejó Argentina y se radicó en India, más específicamente en Rishikesh, en el estado de Uttarakhand, a los pies del Himalaya, ciudad considerada "capital mundial del yoga".

### Activismo
Es una reconocida activista en contra de Monsanto por los agroquímicos y las semillas transgénicas.

## Radio
FM Hit
- Los cuarenta principales[11]
- Haciendo gancho
- Los cuarenta principales weekend[12]
- Animarse a más[13]

Pop 101.5
- Radio Ranking Pop[14]
- Club Pop
- High School Pop

Vale 97.5
- Locas por ellos[15]
- Curiosa noche[16]

## Televisión
Telefe
- Operación triunfo[17]
- Los favoritos de Operación Triunfo[18]
- Conflictos en red

Canal 7
- La Pandilla de Sol[19]

Canal 9
- Los especiales de Daisy May Queen[20]
- Especiales Pop[21]

C5N
- Lady Pop

Quiero música en mi idioma
- Reina de Corazones[22]
- La Casa del Pop[23]
- La Estrella Pop

Volver
- Volver pregunta[24]

## Libros
- May Queen, Daisy (2011). Pecados Espirituales. Vergara. ISBN 9789501524826.[25]
- May Queen, Daisy (2012). Las tres maneras de amar. Vergara. ISBN 9789501525670.